# Orzotto

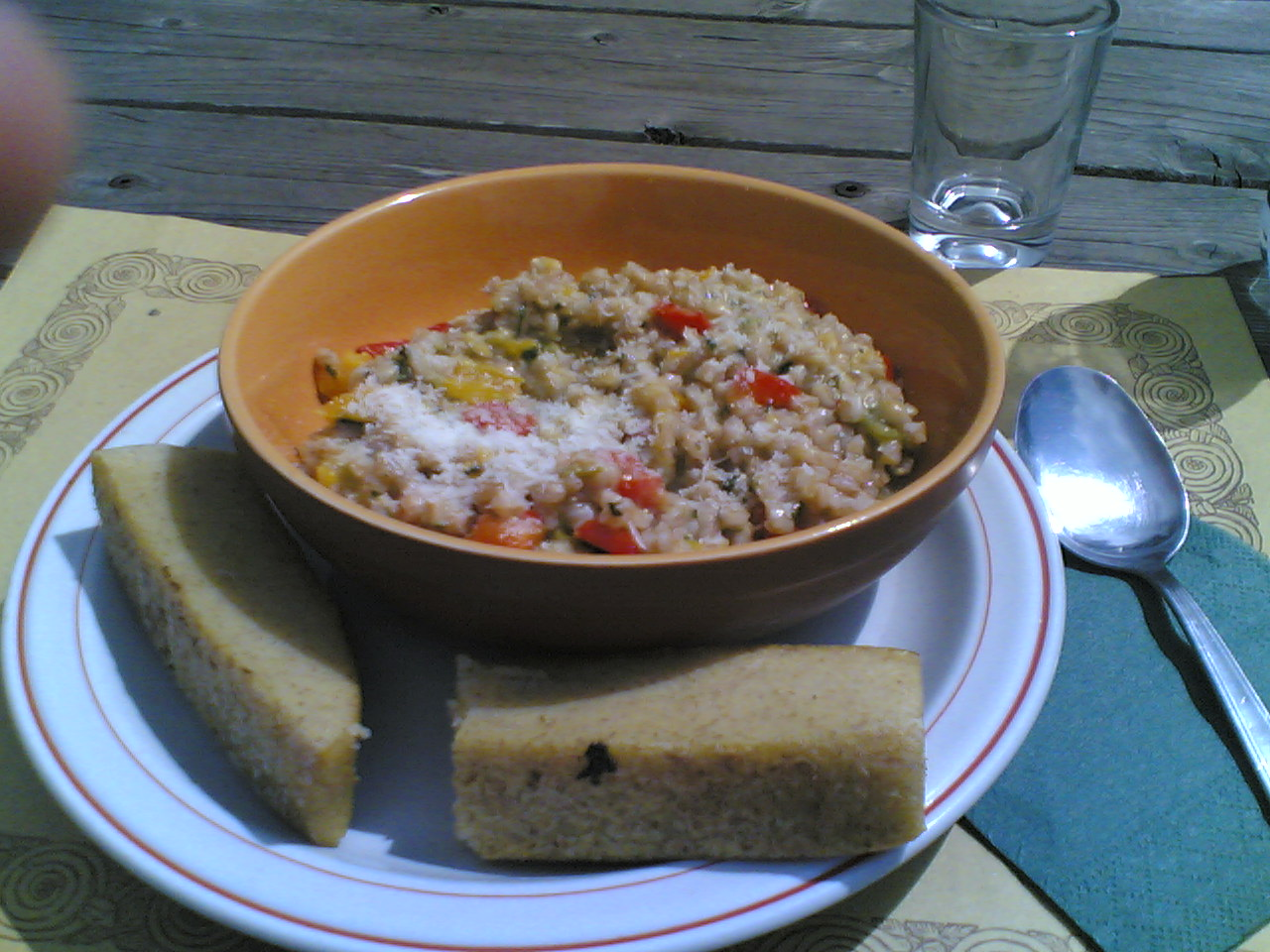
Muestra de orzotto casero.

El orzotto es un platillo italiano similar al risotto, pero preparado con cebada perlada en vez de arroz. El orzotti es una especialidad de la región de Friuli-Venecia Julia en el noreste de Italia.
El nombre es un acrónimo de orzo (cebada en italiano) y risotto. Ello no debe confundirse con la pasta denominada orzo, también denominada risoni, un tipo de pasta de trigo que se modela para formar bolitas que parecen granos de cebada.

## Receta de orzotto con hongos
En una olla mediana se hierve agua con sal, y se cocina 1 taza de cebada perlada por unos 15 minutos. Se escurre la cebada y se la deja enfriar. En una olla se hierve 1 litro de caldo de pollo; luego se reduce el fuego y se lo mantiene.
En una olla grande, se calienta 1/4 taza de aceite de oliva. Se agregan 300 gr de champiñones, un diente de ajo picado y se sazona con sal y pimienta. Se cocina a fuego alto, revolviendo, hasta que los champiñones se ablanden y el ajo esté fragante, (unos 4 minutos). Se agrega la cebada y se revuelve. Se agrega 1 taza de caldo caliente y se cocina a fuego bajo, revolviendo constantemente, hasta que el caldo casi se absorba por completo. Se continúa agregando el caldo de a una taza por vez, revolviendo constantemente, hasta que la cebada esté al dente y suspendida en una salsa cremosa, (unos 25 minutos). Se agrega una cucharada de mantequilla y 1/2 taza de queso parmiggiano rallado.